# Transports au Groenland

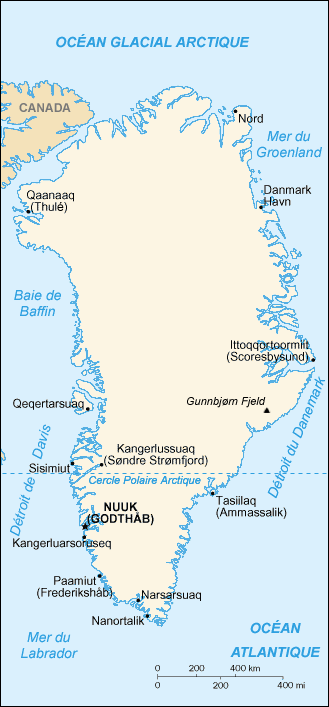
Carte de Groenland

Vols internes en mai 2010.

Le système de transport au Groenland est très inhabituel car il ne compte ni voies ferrées ni cours d'eau, et presque aucune route. Il y a au total 150 km de routes dans le pays entier ; 60 km de ces routes sont goudronnées. Il n'y a que deux villes connectées par une route, Ivittuut et Kangilinnguit. Les autres sont isolées. Historiquement, les moyens principaux de transports étaient le cabotage côtier en été et le traîneau à chiens en hiver, surtout dans le nord et l'est du pays. Il y a des ports à Kangerluarsoruseq, Kangerlussuaq (aussi connue par son nom danois Sondre Strømfjord), Nanortalik, Narsarsuaq, Nuuk (Godthåb) et Sisimiut.
À la suite de la cession du contrôle du Groenland au profit des États-Unis par le Danemark, à l'époque où ce dernier était occupé par l'Allemagne pendant la Seconde Guerre mondiale, des aéroports ont été construits sur l'île. Les aéroports avaient des noms de code numérotés de Bluie West One à Bluie West Eight du côté ouest de l'île, et de Bluie East One à Bluie East Eight du côté est.
Le plus grand de ces aéroports, Bluie West Eight, désormais renommé Aéroport de Kangerlussuaq, reste le nœud international pour les vols vers le Groenland, car c'est le seul aéroport avec une piste assez longue pour accueillir des avions de ligne. Les autorités américaines, à une époque, ont considéré l'idée de construire une route de Kangerlussuaq au second plus grand aéroport, à Narsarsuaq, à plusieurs centaines de kilomètres au sud. L'idée fut cependant abandonnée car jugée impossible à réaliser.
Le Groenland a un total de dix-huit pistes d'atterrissage, dont quatorze sont pavées. Tous les vols internes sont opérés par Air Greenland, qui s'appelait Gronlandsfly jusqu'en 2002. Les vols internationaux sont limités à trois vols par semaine de Copenhague à Kangerlussuaq et aussi vers Narsarsuaq par Air Greenland. Icelandair propose des vols de Reykjavik à Narsarsuaq et propose des « journées dans la nature sauvage » avec des vols de Reykjavík à Kulusuk sur la côte est.

## Chemins inuits balisés
Il existe quelques rares itinéraires à travers la toundra, comme les 200 kilomètres qui séparent Kangerlussuaq et Sisimiut, balisés par les inuits grâce à des cairns (ou inukshuk). Ceux-ci étaient et sont encore parcourus en été par des marcheurs et parfois même des coureurs, et de plus en plus empruntés par les touristes en quête de treks originaux.

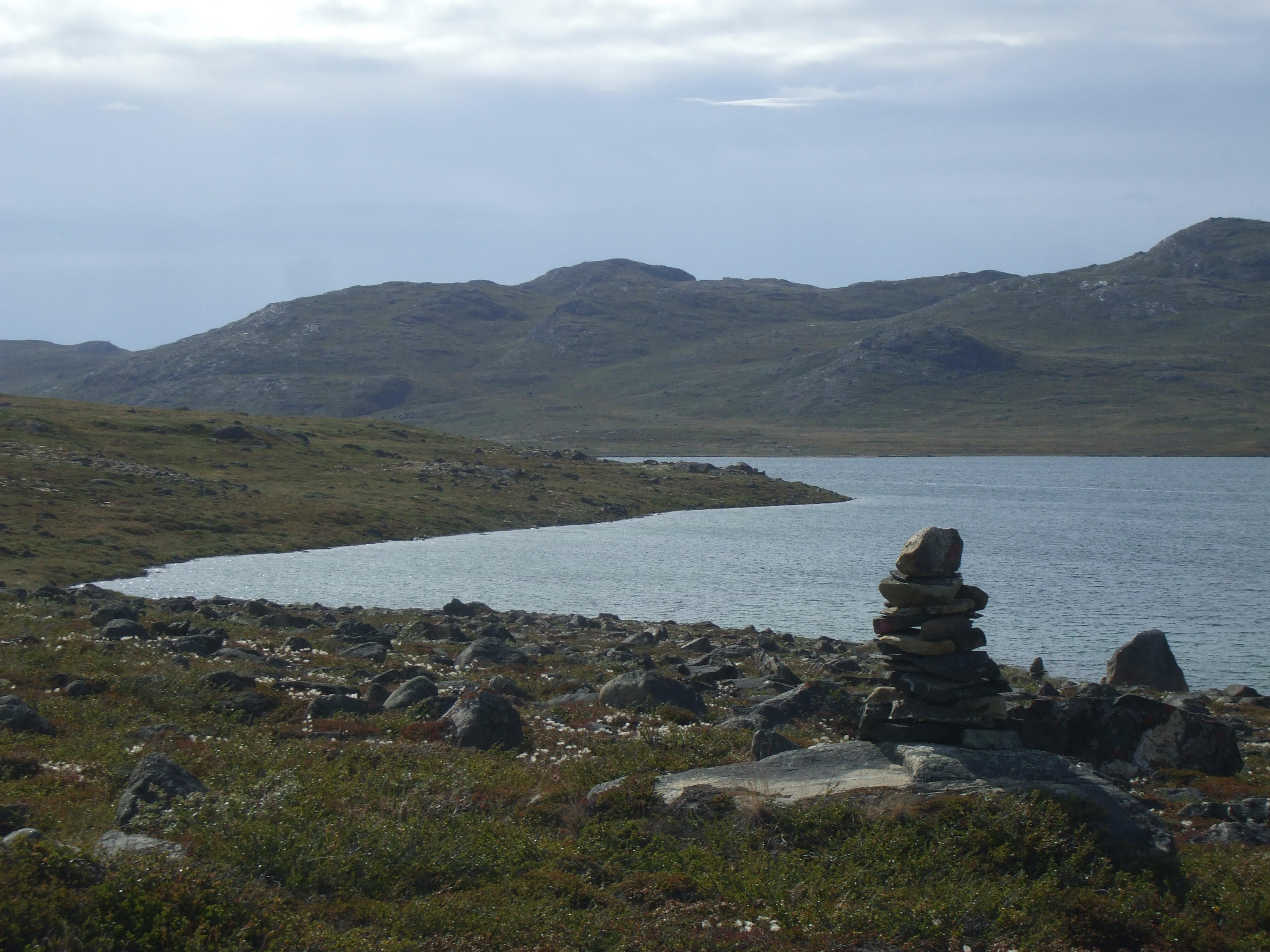
Un cairn sur le chemin de Sisimiut, à quelques kilomètres de Kangerlussuaq
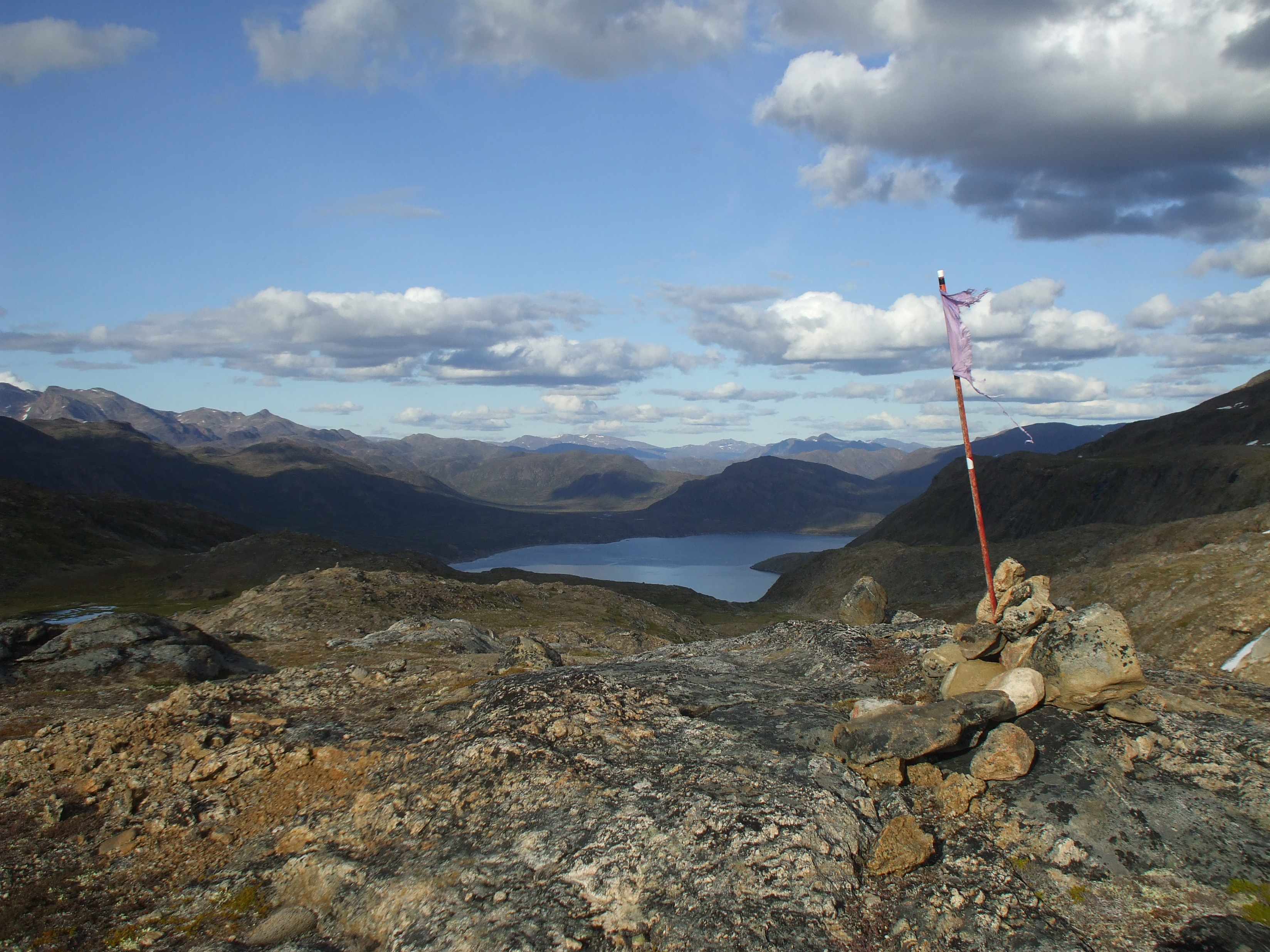
Un cairn "d'altitude", peu avant Sisimiut
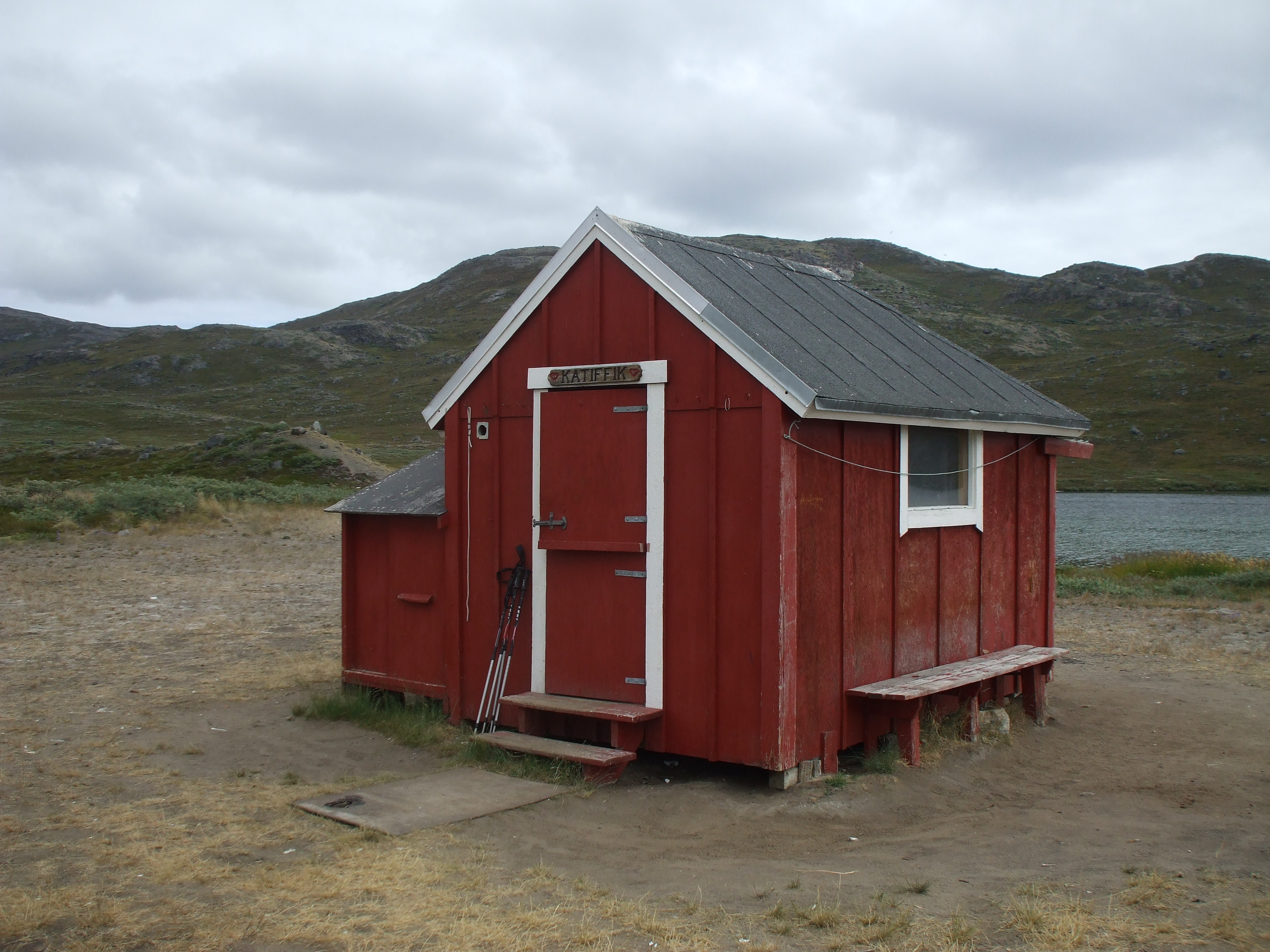
Un des refuges typiques que l'on rencontre sur le trajet, les marcheurs précédents y laissent denrées, bougies, etc.
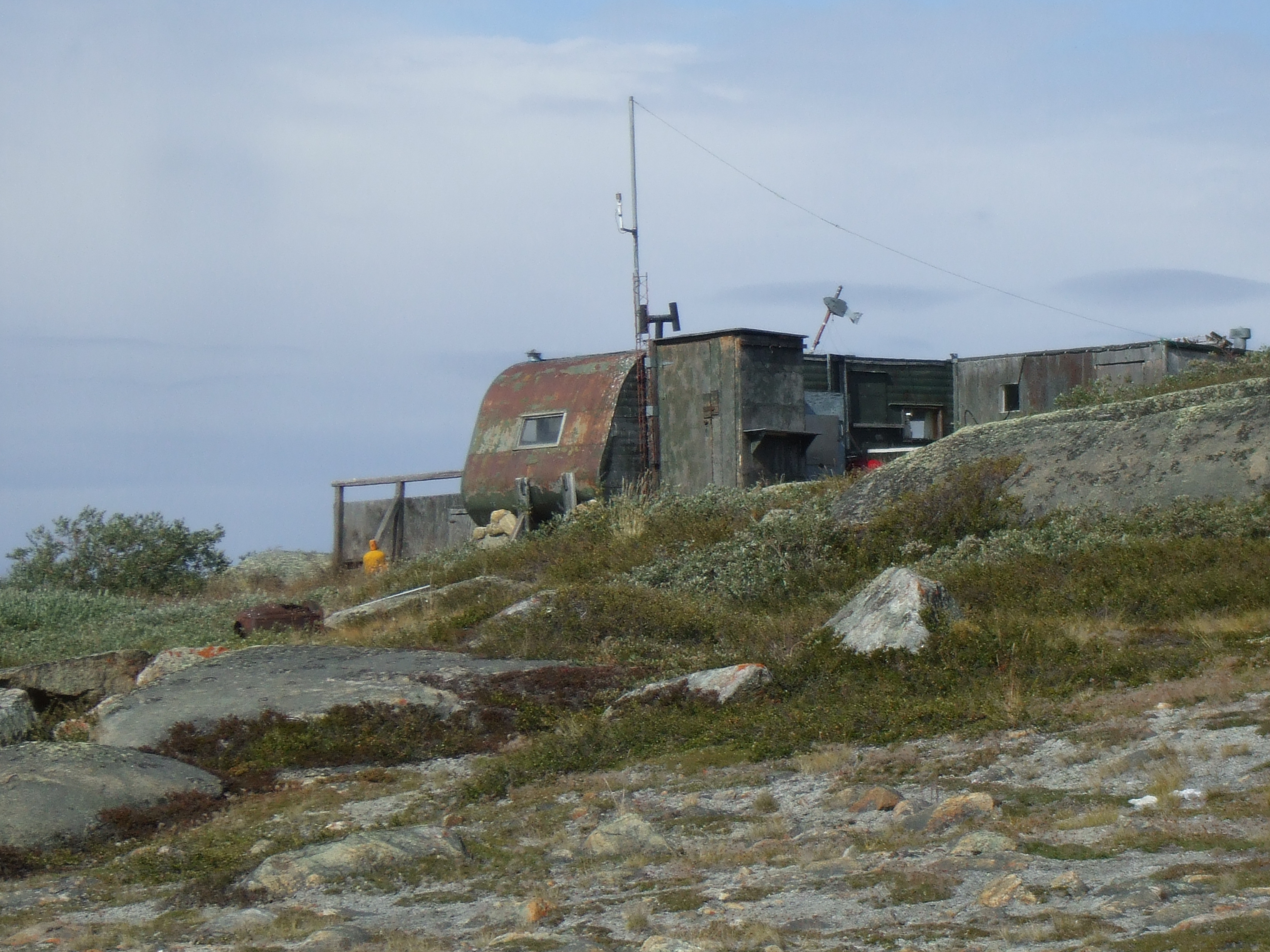
Un refuge plus atypique

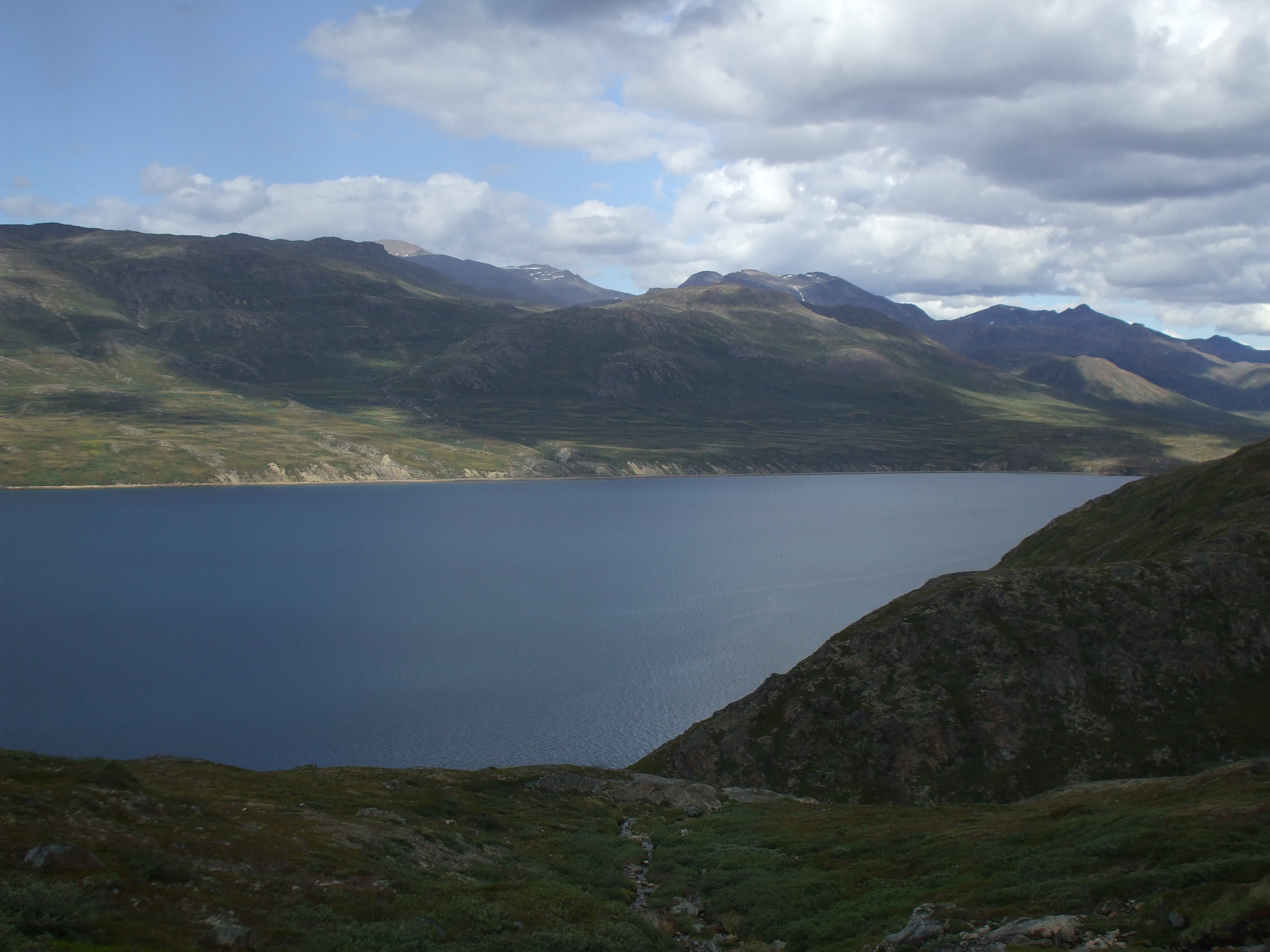
Entre Sisimiut et Kangerlussuaq…
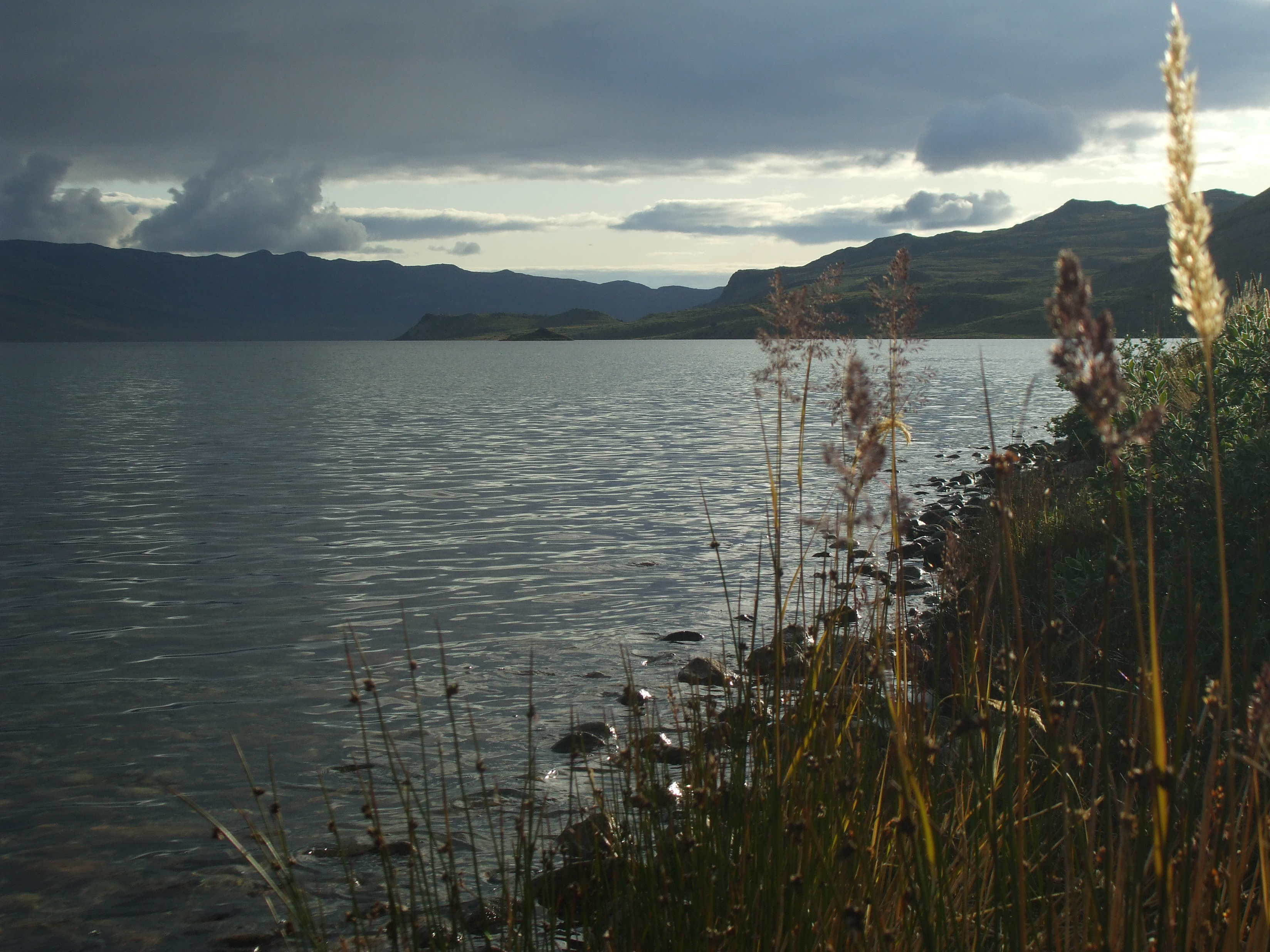
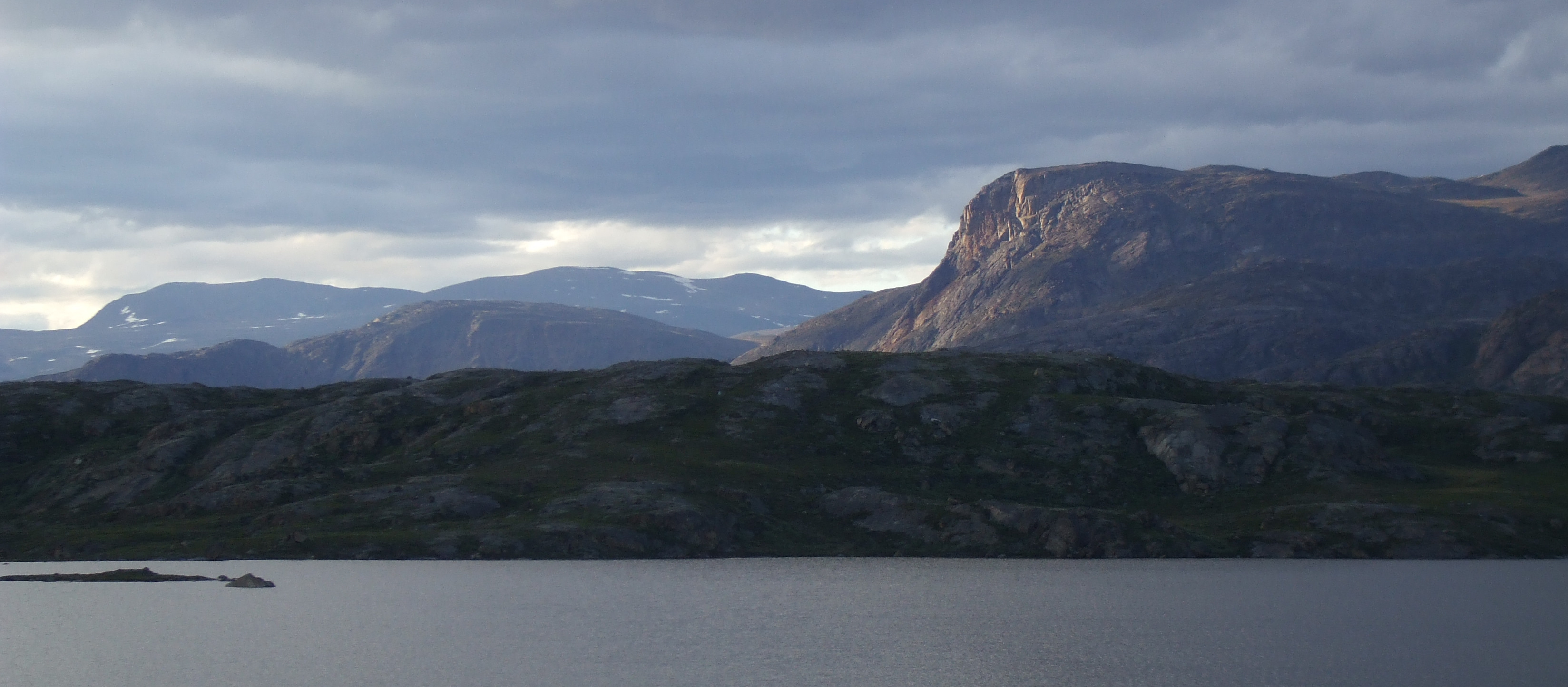
Luminosité à minuit au début du mois d'août
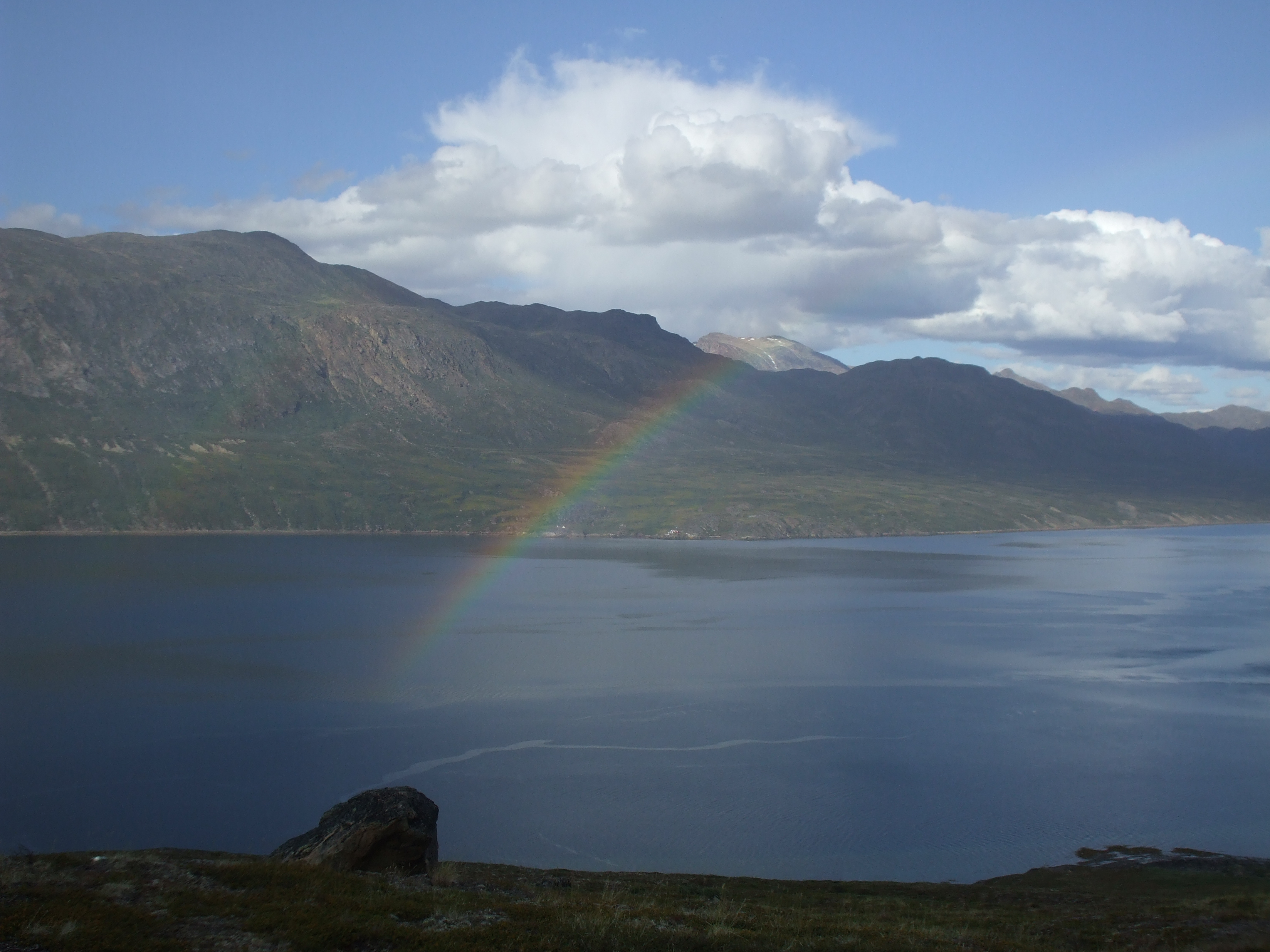